# Katarzyna Bachleda-Curuś
Katarzyna Bachleda-Curuś (* 1. Januar 1980 in Sanok als Katarzyna Wójcicka) ist eine polnische, auf Mittel- und Langstrecken spezialisierte, Allround-Eisschnellläuferin.
Katarzyna Bachleda-Curuś debütierte im November 1998 beim Weltcup in Hamar. Die 52-fache polnische Meisterin auf den Einzelstrecken und im Mehrkampf erreichte bei den Olympischen Winterspielen 2006 in Turin einen achten Platz über die 1000-Meter-Strecke. Zehnte wurde sie über 3000 Meter, Elfte über 1500 Meter und 16. über 5000 Meter. Schon 2002 nahm sie in Salt Lake City an ihren ersten Spielen teil und wurde sowohl über 1300 und 300 Meter 26. Ihren größten olympischen Erfolg feierte sie bei den Olympischen Spielen 2010 in Vancouver, als sie in der Teamverfolgung die Bronzemedaille hinter Deutschland und Japan gewann. Im Rennen um die Bronzemedaille hatte das polnische Team die USA besiegt.
Bei Allround-Weltmeisterschaften im Kleinen Vierkampf trat sie bisher viermal an, 2005 wurde sie in Moskau wie 2006 in Calgary 14., 2008 in Berlin 18. und 2009 in Hamar 16. An Einzelstrecken-Weltmeisterschaften nahm sie von 2000 bis 2009 siebenmal teil. Beste Resultate von Trzebunia waren die Ränge fünf über 1500 Meter 2009 in Richmond und Rang acht im Jahr zuvor in Nagano auf derselben Distanz. Von 1999 bis 2010 nahm sie zudem elfmal an den Mehrkampf-Europameisterschaften teil und mit den Rängen acht 2008 in Kolomna und 2009 in Moskau ihre besten Ergebnisse. Im Weltcup startete sie zumeist in der B-Gruppe, doch erreichte sie auch einige Achtungserfolge unter den Top 10 in der A-Gruppe. So wurde sie in Moskau 2006 Vierte über 1500 Meter, 2009 in Heerenveen und Calgary Fünfte. Im Gesamtweltcup war ein zehnter Rang in der Saison 2006/07 über 1500 Meter bestes Resultat.
Bei den Olympischen Winterspielen 2010 in Vancouver konnte sie zusammen mit Luiza Złotkowska und Katarzyna Woźniak eine Bronzemedaille in der Teamverfolgung erringen. Am 23. März 2010 wurde ihr dafür der Orden Polonia Restituta (Ritter) durch den polnischen Präsidenten Lech Kaczyński verliehen. Bei den Olympischen Winterspielen 2014 in Sotschi konnte sie zusammen mit Luiza Złotkowska, Natalia Czerwonka und Katarzyna Woźniak eine Silbermedaille in der Teamverfolgung erringen.